# Dōngfāng hóng
Dōngfāng_hóng (en chino tradicional, 東方紅; en chino simplificado, 东方红), El Este es rojo u Oriente es rojo, es una película china de 1965 dirigida por Wang Ping y producida por Zhou Enlai. Su título completo es El Este es rojo: una épica de canto y danza. La película consiste en un musical que representa artísticamente la historia moderna de China desde la revolución de 1919 (Movimiento del Cuatro de Mayo) que puso fin al imperio e instaló la república, pasando por la invasión japonesa y la resistencia antijaponesa, hasta la guerra civil china que finalizó con la victoria del Partido Comunista Chino y la fundación de la República Popular China en 1949, bajo el liderazgo de Mao Zedong. La obra fue compuesta en 1964, con el fin de celebrar el 15.º aniversario de la Revolución china y la película fue estrenada en 1965. 

## Contenido
La obra está construida a modo de una ópera y sigue cronológicamente la historia china desde 1919, cuando tiene lugar el Movimiento del Cuatro de Mayo, el germen del Partido Comunista de China pasando por la invasión japonesa y la resistencia antijaponesa entre 1939 y 1945, hasta llegar a la guerra civil china que finalizó con la victoria del Partido Comunista Chino y la fundación de la República Popular China en 1949, bajo el liderazgo de Mao Zedong.
El film consta de ocho capítulos escénicos. El primero es un preludio titulado «Girasol al sol». Le siguen siete escenas dedicadas a siete momentos históricos: «Amanecer oriental», "Una sola chispa puede incendiar la pradera", "Miles de aguas y montañas", "La guerra contra Japón", "El entierro de la dinastía Chiang", "El Pueblo de la Patria se pone de pie" y "La Patria avanza".